# بلير بريفرمان
بلير بريفرمان (بالإنجليزية: Blair Braverman)‏ هي كاتِبة وصحفية أمريكية، ولدت في 1988 في كاليفورنيا في الولايات المتحدة.

## وصلات خارجية
- الموقع الرسمي